# Carlos Mata
Carlos Enrique Mata Iturriza (Valencia, 28 de agosto de 1952), más conocido artísticamente como Carlos Mata, es un cantautor y actor venezolano.

## Primeros años de vida
Cursó sus estudios en el Colegio La Salle de Valencia donde fue un buen estudiante, aunque también se le daban muy bien facetas artísticas como la pintura, el dibujo y la música, llegando a estudiar violín. 
Es el segundo de 10 hermanos. Su padre trabajaba como ingeniero mecánico en una de las empresas de su abuelo de perforación de pozos de agua y más adelante trabajó para la Ford. Su madre falleció cuando él tenía trece años. Este golpe marcó su vida e hizo que se refugiase en los libros que, junto con la Historia, son su gran pasión. Devoraba a Alejandro Dumas, Julio Verne, Emilio Salgari y Mark Twain. Toda su infancia estuvo llena de esas fantasías y tuvo mucho que ver en su decisión posterior de ser actor. Su padre contrajo nuevas nupcias y nacieron 3 nuevos hermanos.
Con diecisiete años se traslada a Caracas para iniciar la carrera de Arquitectura, donde destacó en las asignaturas de diseño. Hasta llegó a dar clases de esta asignatura. Luego de su tesis de grado comenzó a trabajar y desarrolló varios proyectos entre ellos, dos edificios, cinco casas y la arquitectura interior de algunas entidades bancarias y un restaurante. Enseguida, llegaron ofertas de teatro y televisión.

### Vida personal
Carlos Mata es un actor formado en el método de Actors´s Studio y Stanislavski, con una carrera musical entre el rock y la música de cámara, esto lo lleva a dar sus primeros pasos en el teatro musical. 
Casi por accidente se estrena en el rol de Jesucristo en Godspell, luego le seguirían otras piezas de teatro antes de debutar en televisión, luego llega una propuesta para grabar su primer disco, para luego ir con películas, otras telenovelas y teatro, convertirse en el fenómeno de masas que hoy representa el nombre e imagen de Carlos Mata en el medio artístico hispano americano. Fue considerado el tercer producto de exportación de Venezuela, el personaje no español más reconocido de España en 1991.
A nivel de imagen, Carlos Mata ha sido el mayor vendedor de telenovelas latinoamericanas en el mundo.
Carlos Mata ha tenido dos parejas, Marlene Maseda (desde 1986 hasta divorciarse en 2002), y luego Maigualida Torres (2004 hasta la actualidad). Tiene tres hijos: Carlos Javier, Christian y Santiago. Él vive en la actualidad, en Miami, Estados Unidos.

## Trayectoria

### Carrera televisiva
Carlos Mata se preparó a conciencia para ser actor. Taller de teatro con Enrique Porte, Arte de Venezuela con Levy Rossel, Método del Actor's Studio, estudios de canto y solfeo.
Interviene en dos películas para el cine, una varias obras de teatro y empieza a tener pequeños papeles en novelas para la televisión del estado ("El Hombre", "María de los Ángeles", "El pecado de una madre" y otras). 
Luego es llamado por Radio Caracas Televisión a formar parte del personal de actores de la planta, participando en novelas como: "Jugando a vivir", "Mosquita muerta" y "Marisela" en donde interpreta el tema musical del mismo nombre y que da título al primer disco que graba Carlos Mata. 
Siguen numerosas telenovelas (Leonela, Miedo al amor) luego graba "¿Que por qué te quiero?", tema musical de la telenovela Topacio y "Mía" que formó parte de la banda musical. Luego en 1985 viene la protagonización de Mansión de Luxe y del gran éxito internacional Cristal, en la que hizo pareja con Jeannette Rodríguez, junto a los primeros actores Lupita Ferrer y Raúl Amundaray .
Tras Cristal, siguió protagonizando, La dama de rosa, repitiendo con Jeanette Rodriquez, Señora junto a Caridad Canelón y Mary Carmen Regueiro en 1988 y La pasión de Teresa. En Colombia protagoniza la telenovela Dos Mujeres al lado de Amparo Grisales y María Cecilia Botero en 1997.

### Carrera musical
Carlos Mata es el actor y cantante venezolano con mayor proyección a nivel internacional de los últimos años, sus más de 25 telenovelas, transmitidas en más de 60 países y traducidas a varios idiomas, su trabajo como animador y conductor en programas de TV, lo mismo que como imagen institucional y comercial de diferentes campañas.
La participación en más 7 discos editados y con giras musicales desde Canadá hasta la Patagonia, España, Italia y el norte de África, lo mismo que su participación en no menos de 9 obras de teatro, 6 películas y la conducción de un programa de radio, lo hacen uno de los más completos artistas de la Industria Televisiva y Musical en Latinoamérica.
Poseedor de una exitosa carrera artística, siendo conocido en Latinoamérica, Estados Unidos, Canadá, Europa y Asia con una trayectoria reconocida en países como Israel, Turquía, Tailandia, Ruanda y Kenia, Polonia.
Cristal es una de las telenovelas de mayor proyección a nivel mundial, habiendo batido récords de audiencia en casi todos los países en que ha sido transmitida, entre ellos Estados Unidos, España, Israel, Canadá, Centro y Sudamérica. En España fue catalogado como el hombre más popular del país el año 1991.
Ha protagonizado 9 telenovelas, entre ellas, las mundialmente famosas Cristal, La dama de rosa, Señora y Las dos Dianas, entre otras.
También es reconocido en Latinoamérica por su Talk show El Rosa y el Azul. En España el año 1990 condujo el programa de variedades de TVE 1 Pero esto qué es... presentando a figuras de la talla de Joe Cocker, Whitney Houston, Duran Duran, The Beach Boys, La Toya Jackson, Technotronic, y otras.
Nombrado Ciudadano Honorario de la Ciudad de Nueva Orleans en 1985, decretado día de Carlos Mata por el gobernador de Luisiana y Colonel of the Staff Governor Edwin W. Edwards of Louisiana. En 1987 recibe las llaves de la ciudad de Miami y de la Ciudad de Hialeah y es decretado por el alcalde, el 3 de septiembre "Día de Carlos Mata". Ha recibido reconocimientos por parte de los alcaldes de Nueva York y Los Ángeles.
En la carrera musical ha sido reconocida con varios discos de Oro y Platino por sus ventas en Argentina, Chile, Venezuela, Estados Unidos, España y otros. Ha grabado 9 discos en español, uno en italiano y ha recorrido más de 19 países en giras musicales. Su disco Que por qué te quiero permaneció 36 semanas en los primeros lugares de la lista de Billboard en 1985.
Ha compartido escenario con artistas tan importantes como: Miami Sound Machine, Lola Flores, Celia Cruz, Joaquín Sabina, Julio Iglesias, Brigitte Nielsen, Miguel Bosé, Emmanuel, Joe Cocker, Willie Colón, Mister Mister, REO Speedwagon, Bonnie Tyler, Pérez Prado, Paco de Lucía, Diego Maradona, María Conchita Alonso, Ornella Muti, Plácido Domingo, Nigel Mansell, Dyango, Oscar D'León, George Martin, Sara Montiel, Verónica Castro, Jon Secada, Shakira, entre otros.
Ha entrevistado a personajes de la talla de Camilo José Cela (Nobel de Literatura), el Dr. Bryan Weiss (Muchas vidas, muchos sabios), Irene Sáez, y ha sido recibido por alcaldes y gobernadores en varios países, entre ellos los Alcaldes de Nueva York y Los Ángeles, de Madrid y Barcelona en España, también ha sido recibido por 2 presidentes de Venezuela y los Reyes de España. 
Ha sido uno de los artistas latinos con mayor cobertura por parte de los medios informativos impresos en Latinoamérica, España e Italia entre otros, atrayendo fanes de todas las edades y admiradores en diversos renglones incluida la realeza española.
Fue seleccionado entre una larga lista de figuras hispanoamericanas para ser imagen de UNICEF en su campaña en contra de abuso infantil.

## Discografía
- 1983: Carlos Mata

1. ¿Para qué?
2. Aún te amo
3. Hazme una fiesta
4. Esta noche
5. Marisela
6. Cállate
7. Dame esa oportunidad
8. Sin ella
9. Tú
10. Una llamada más

- 1985: Que por qué te quiero

1. Mía
2. Vuelves a mí
3. ¿Por qué?
4. Lo que amo de ti
5. Cómo un loco
6. ¿Que por qué te quiero?
7. Amor a solas
8. Vamos a celebrar
9. A lo Mejor
10. Déjame en paz

- 1986: Otra vez

1. Donde está ese amor
2. Otra vez
3. Quiero vivir la noche contigo
4. Quién Te Quiso, Quién Te Quiere
5. Ensayo y error
6. Sólo tú
7. ¿Qué me has hecho?
8. Cuéntame
9. ¿Qué vas a hacer?
10. Presiento

- 1988: Enamorado de ti

1. Enamorado de ti
2. Amor
3. Di que tú
4. Entonces qué?
5. No es verdad
6. Como tú, no hay
7. Yo te amaba
8. Una vez más
9. Tú serás
10. Te entregué

- 1990: Cautivo

1. Libérame
2. Cautivo
3. Te estoy amando tanto
4. Amándote
5. Déjame intentar
6. Será lo que será
7. Cuando tú no estás
8. Si te vuelvo a ver
9. Alguien divino
10. Busco un corazón

- 1991: Cautivo -En Italiano-

1. Io ti sto amando tanto
2. Bambina
3. Lasciamoci
4. Amando te
5. Quando te ne andrai… quando me ne andró
6. E poi sará
7. Quando non ci sei
8. Grazie per…
9. Gente
10. Chi é John

- 1993: Mírame a los ojos

1. Con la miel en los labios
2. Érase una vez
3. Robémonos un sueño
4. Regreso Federico
5. Otra cara bonita
6. Mírame a los ojos
7. Castellana 21
8. Caballero de la alegría
9. Tan lejos de ti
10. Puesto a Valer
11. Más Me hubiera valido

- 1995: Amaneciendo

1. Amaneciendo
2. Aliento con aliento
3. Quién piensa en ti
4. Un acto de fe
5. En aquel lugar secreto
6. Amor consentido
7. Tiempo de mirar atrás
8. Romper el fuego
9. Lágrimas de amor
10. Más allá

- 1999: Enamorada (1999)

1. Enamorada (SINGLE)

Autor: Alejandro Campos Música: Alejandro Campos (Estados Unidos)
- 2014: Más que Nunca (2014)

1. No me arrepiento
2. Amar y Amar
3. Siento

## Filmografía

### Televisión
- El hombre (1979), VTV (Venezuela)
- María de los Ángeles (1980), VTV (Venezuela)
- Catatumbo (1980), VTV (Venezuela)
- Penélope (1981), VTV (Venezuela)
- Mariana Rodríguez (1981), VTV (Venezuela)
- El pecado de una madre (1981), VTV (Venezuela)
- Se alquilan habitaciones (1982), VTV (Venezuela)
- Rosa de la calle (1982), VTV (Venezuela)
- Jugando a vivir (1982), RCTV (Venezuela), Javier
- Mosquita muerta (1982), RCTV (Venezuela)
- Marisela (1983-1984), RCTV (Venezuela)
- María Laura (1983), RCTV (Venezuela)
- Acusada (1984), RCTV (Venezuela)
- Leonela (1984), RCTV (Venezuela), Willy González
- Miedo al amor (1985), RCTV (Venezuela), Willy González
- Adriana (1985), RCTV (Venezuela)
- Cristal (1985-1986), RCTV (Venezuela), Luis Alfredo Ascanio
- Mansión de Luxe (1986), RCTV (Venezuela), Rafa
- La dama de rosa (1986-1987), RCTV (Venezuela), Tito Clemente
- Señora (1988-1989), RCTV (Venezuela), Diego Mendoza
- La pasión de Teresa (1989-1990), RCTV (Venezuela), Guillermo
- Anabel (1990), RCTV (Venezuela), Carlos Eduardo
- Las dos Dianas (1992), MarteTV (Venezuela), Diego Morales / Gabriel Morales
- Déjate querer (1993-1994), Sonotex (ARG), Andrés Machado
- Dos mujeres (1997-1998), R.T.I.-TV (Colombia), Francisco Pizarro
- Después del adiós (1999), Osama Films (P.R.), Pablo Negroni
- Enamorada (1999-2000), Venevisión (Venezuela)/Fonovideo (Estados Unidos), Augusto Contreras
- Mi Amada Carlota (1999), Id Red Canal Television (Venezuela), Luis Robles Rodriguez Hernandez Morales
- Amantes de luna llena (2000), Venevisión (Venezuela), Alejandro Linares
- Guerra de mujeres (2001), Venevisión (Venezuela), Atanasio Herrera
- Las González (2002), Venevisión (Venezuela), Cristóbal Rojas
- Belinda (2004), TV Azteca (México), Alfonso Rivas
- Guayoyo Express (2005), Televen (Venezuela), Ramón Lozada
- Voltea pa' que te enamores (2006-2007), Venevisión (Venezuela), Rómulo García
- La vida entera (2008-2009), Venevisión (Venezuela), Facundo Montoya
- Harina de otro costal (2010), Venevisión (Venezuela), Plutarco Hernández
- La viuda joven (2011), Venevisión (Venezuela), Ángel Abraham
- Una maid en Manhattan (2011-2012), Telemundo (Estados Unidos), Óscar Salgarriaga
- Demente criminal (2015), Venevisión (Estados Unidos), Omar Zamora
- El señor de los cielos (2013-2024), Telemundo (Estados Unidos), Juan Carlos Salvatierra
- Soltero con hijas (2019-2020), Televisa (México), Capitán Efraín Robles «el Capitan»
- Amor en Navidad: Un papá en Navidad (2022), Lifetime (México)
- Vuelve a mí (2023-2024), Telemundo (Estados Unidos), Don Valentin[1]

### Presentador de televisión
- Pero, esto qué es? (1990) TVE 1 (España)
- IntiMatamente (1991) Telemadrid (España)
- El Rosa y el azul (1996-1997) Gems Televisión (Estados Unidos)
- Noche de Perros (2003) Televen (Venezuela)
- Lima Limón (2009) América Televisión (Perú)

### Cine
- La muerte insiste (1984) Dir. Javier Blanco (Venezuela)
- Desnudo con naranjas  (1994) Dir. Luis Alberto LaMata (Venezuela)
- Borrón y cuenta nueva (2000) Dir. Henrique Lazo (Venezuela)
- Mujeres apasionadas (2004) Dir. Maureen Jiménez (Costa Rica-Venezuela)
- Mi vida por Sharon (2005) Dir. Carlos Oteyza  (Venezuela)
- Miranda regresa  (2007) Dir. Luis Alberto LaMata (Venezuela)
- Señor Presidente  (2007) Dir. Rómulo Guardia (Venezuela)
- Locos y Peligrosos (2018) (Venezuela)

## Teatro
- Clavos y astillas (1971) Dir. Levy Rossell (Venezuela)
- Hola, público (1972) Dir. Levy Rossell (Venezuela)
- Godspell (1972) Dir. Levy Rossell (Venezuela)
- Marco (1973) Dir. Eduardo Mancera (Venezuela)
- Pascal (1975) Dir. Miguel Ponce (Venezuela)
- El Principito (1978) (Venezuela)
- Noche de reyes (1981) Dir. Alberto Sánchez (Venezuela)
- Cándida (1982) Dir. Eduardo Mancera (Venezuela)
- Retrato de dama con perrito (1982) Nuevo Grupo (Venezuela)
- Por teléfono no, mi amor (1985) (Venezuela)
- Canto a la Batalla de Carabobo (2004) Dir. Levy Rossell (Venezuela)
- El libro de la selva (2005) Dir. Francisco Salazar (Estados Unidos)
- Visa para un sueño (2007) Dir. Manuel Mendoza (Venezuela)
- Las quiero a las dos (2007) Dir. Luis Fernández (Venezuela)
- El cavernícola (2011) Dir. Basilio Álvarez (Venezuela)
- El método Grönholm (2014-2015) Dir. Carlos Salazar Bastos (Estados Unidos)
- Esperando al Italiano de Mariela Romero. Dir. Tullio Cavalli. Miami Fla. U.S.A.

## Discografía
•  Más que Nunca (2014)
- 1.  No me arrepiento
- 2.  Amar y Amar
- 3.  Siento

• Enamorada (1999)
- 1. Enamorada (SINGLE)

Autor: Alejandro Campos 
Música: Alejandro Campos (Estados Unidos)
• Amaneciendo (1995)
- 1. Amaneciendo
- 2. Aliento con aliento
- 3. Quién piensa en ti
- 4. Un acto de fe
- 5. En aquel lugar secreto
- 6. Amor consentido
- 7. Tiempo de mirar atrás
- 8. Romper el fuego
- 9. Lágrimas de amor
- 10. Más allá

• Mírame a los ojos (1993)
- 1. Con la miel en los labios
- 2. Érase una vez
- 3. Robémonos un sueño
- 4. Regreso Federico
- 5. Otra cara bonita
- 6. Mírame a los ojos
- 7. Castellana 21
- 8. Caballero de la alegría
- 9. Tan lejos de ti
- 10. Puesto a Valer
- 11. Más Me hubiera valido

• Cautivo -En Italiano- (1991)
- 1. Io ti sto amando tanto
- 2. Bambina
- 3. Lasciamoci
- 4. Amando te
- 5. Quando te ne andrai… quando me ne andró
- 6. E poi sará
- 7. Quando non ci sei
- 8. Grazie per…
- 9. Gente
- 10. Chi é John

• Cautivo (1990)
- 1. Libérame
- 2. Cautivo
- 3. Te estoy amando tanto
- 4. Amándote
- 5. Déjame intentar
- 6. Será lo que será
- 7. Cuando tú no estás
- 8. Si te vuelvo a ver
- 9. Alguien divino
- 10. Busco un corazón

• Enamorado de ti (1988)
- 1. Enamorado de ti
- 2. Amor
- 3. Di que tú
- 4. Entonces qué?
- 5. No es verdad
- 6. Como tú, no hay
- 7. Yo te amaba
- 8. Una vez más
- 9. Tú serás
- 10. Te entregué

• Otra vez (1986)
- 1. Donde está ese amor
- 2. Otra vez
- 3. Quiero vivir la noche contigo
- 4. Quién Te Quiso, Quién Te Quiere
- 5. Ensayo y error
- 6. Sólo tú
- 7. ¿Qué me has hecho?
- 8. Cuéntame
- 9. ¿Qué vas a hacer?
- 10. Presiento

• Que por qué te quiero (1985)
- 1. Mía
- 2. Vuelves a mí
- 3. ¿Por qué?
- 4. Lo que amo de ti
- 5. Cómo un loco
- 6. ¿Que por qué te quiero?
- 7. Amor a solas
- 8. Vamos a celebrar
- 9. A lo Mejor
- 10. Déjame en paz

• Carlos Mata (1983)
- 1. ¿Para qué?
- 2. Aún te amo
- 3. Hazme una fiesta
- 4. Esta noche
- 5. Marisela
- 6. Cállate
- 7. Dame esa oportunidad
- 8. Sin ella
- 9. Tú
- 10. Una llamada más

## Premios y reconocimientos
| Año  | Premio            | Categoría               | Trabajos           | Resultados |
| ---- | ----------------- | ----------------------- | ------------------ | ---------- |
| 2015 | Miami Life Awards | Actor principal, teatro | El Método Grönholm | Ganador    |